# (323137) 2003 BM80
2003 بي أم 80 (ويعرف أيضًا باسم (323137) 2003 بي أم 80 وفق تسمية الكوكب الصغير) (بالإنجليزية: 2003 BM80)‏ هو كويكب ضمن حزام الكويكبات؛ وترتيبه 323137 من حيث الاكتشاف.
اكتُشف هذا الجُرم الفلكي بواسطة مرصد لويل للبحث عن الأجرام القريبة من الأرض في 31 يناير 2003.

## وصلات خارجية
- (323137) 2003 BM80 في قاعدة بيانات مختبر الدفع النفاث لأجرام النظام الشمسي الصغيرة

- الاكتشاف · مخطط المدار ·  العناصر المدارية · المعلمات المادية

- (323137) 2003 BM80 على موقع ويكي سكاي: DSS2, SDSS, GALEX, IRAS, Hydrogen α, X-Ray, Astrophoto, Sky Map, Articles and images